# فيراز دي فاسكونسيلوس
فيراز دي فاسكونسيلوس (بالإنجليزية: Ferraz de Vasconcelos)‏ هي مدينة، وبلديات البرازيل تتبع ساو باولو . بلغ عدد سكانها 142377  نسمة في 1 أغسطس 2000 . تبلغ مساحتها 30.071 كيلومتر مربع .

## الموقع
تشترك في الحدود مع:
- ساو باولو
- مويا (البرازيل)
- ريبيراو بيريس.